# مقاطعة هاردمان (تينيسي)
مقاطعة هاردمان (بالإنجليزية: Hardeman County, Tennessee)‏ هي إحدى مقاطعات ولاية تينيسي في الولايات المتحدة. ، وتبلغ مساحتها 1736 كم2، بلغ عدد سكانها 27253 نسمة في عام 2010 حسب إحصاء مكتب تعداد الولايات المتحدة وتصل الكثافة السكانية فيها 16 نسمة/كم2.